# Шута (річка)
Шу́та — річка у Новоукраїнському районі Кіровоградської області, права притока Ташлика (басейн Південного Бугу).

## Опис
Довжина річки 17 км., похил річки — 3,7 м/км. Формується з багатьох безіменних струмків та водойм. Площа басейну 87,2 км².

## Розташування
Шута бере початок на південній околиці села Шишкіне і тече через нього на північ. Потім повертає на північний захід і тече в межах Ганнівки та Юр'ївки. У селі Рівне впадає у Ташлик, ліву притоку Чорного Ташлика.